# Barbu Rabii
Barbu Rabii (în rusă Ба́рбу Ра́бий, pe numele real: Boruh-Tobias Hilelovici Rabinovici; n. 14 iulie 1922, Galați, România) a fost un critic literar, scriitor satiric și traducător sovietic moldovean. A fost cunoscut pentru activitatea sa prolifică în presa literară și satirică din RSS Moldovenească, dar și pentru traducerile numeroaselor opere literare din limba rusă și alte limbi.

## Biografie
S-a născut la 14 iulie 1922 în Galați, Regatul României, într-o familie de evrei. A absolvit Institutul Pedagogic „Ion Creangă” din Chișinău în anul 1948. Și-a început cariera literară în anul 1945, publicând în presa moldovenească.
A fost colaborator de lungă durată al revistei satirice Chipăruș. A fost autor al unei monografii despre poetul Liviu Deleanu și a publicat mai multe volume de critică literară, poezie satirică și aforisme.

## Activitate de traducător
Barbu Rabii a realizat traduceri importante din limba rusă și alte limbi în limba moldovenească. A tradus:
- basme populare ucrainene (1957),
- povestiri ale scriitorilor azeri (1965),
- povestiri ale scriitorilor bulgari (1963),
- romane precum:
  - Memed cel Slab de Yașar Kemal (1962),
  - Cea mai bună dintre lumi de Maria Majerová (1963),
  - Tainele Alhanayului de J. B. Baldanjabon (1964),
  - Bobocii roșii de Enver Mamedhanly (1965),
  - Ninsorile timpurii de Iu. A. Gaețki (1966),
  - Cei vii și cei morți și Soldați nu se nasc de Konstantin Simonov (1967, 1970),
  - Femeia nisipurilor de Kōbō Abe (1969),
  - Mica ușă de fier din perete de Valentin Kataev (1970),
  - Întâlnire cu Nefertiti de Vladimir Tendriakov (1971),
  - Șase coloane de N. S. Tihonov (1972),
  - Cruciații de Henryk Sienkiewicz (1974),
  - Fiul poporului: viața lui Antonio Gramsci de A. S. Golemba (1976),
  - Gobseck de Honoré de Balzac (1977),
  - Capete de câini de Alois Jirásek (1977),
  - O înghițitură de soare de Ie. S. Velistov (1978),
  - Morții rămân tineri de Anna Seghers (1980),
  - Copilăria și Tinerețea de Lev Tolstoi (1978).

A tradus și lucrări de Elena Ilinîh, Vissarion Belinski, K. S. Stanislavski, Maxim Gorki, Jan Neruda ș.a.
Aforismele și miniaturile sale literare au fost publicate pe pagina a 16-a a ziarului Gazeta Literară.
Activitatea sa după 1980 este necunoscută.

## Lucrări publicate
- Literatura și viața: eseuri critice, Cartea Moldovenească, Chișinău, 1962.
- Jurnal critic (critică literară), Cartea Moldovenească, Chișinău, 1967.
- Scurtcircuit, Cartea Moldovenească, Chișinău, 1968.
- Scurtcircuit: mini-fabule, Cartea Moldovenească, Chișinău, 1968.
- Freamătul de-a pururi viu (monografie despre Liviu Deleanu), Lumina, Chișinău, 1971.
- Când pleacă amazoanele (colecție colectivă a revistei Chipăruș), Editura CC al PC din Moldova, Chișinău, 1971.